# Nemci
Némci (nemško die Deutschen) so narod ljudi nemškega rodu, se pravi tistih, ki pripadajo dediščini nemške kulture. V današnji Nemčiji to pogosto izključuje priseljence.
Pojmovanje, kdo je in kdo ni Nemec, se je v zgodovini pogosto spreminjalo. Do 19. stoletja je to pomenilo govorca nemščine in je označevalo povsem drugo stvar kot prebivalca Nemčije, dežele Nemcev. Nizozemci in Švicarji so se že odcepili in oblikovali svoji lastni narodni identiteti.